# カルカルの戦い
カルカルの戦い（Battle of Karkar（or Qarqar））は、紀元前853年にシャルマネセル3世率いる新アッシリア帝国（以下「アッシリア」）軍とシリア諸国の反アッシリア同盟軍との間で戦われた。古代オリエント史上有名な戦いの1つであり、この戦いの後、アッシリア軍の西方への拡大は一時頓挫した。

## 参戦した諸国
シャルマネセル3世統治下においてアッシリアは急激な領土拡大を続けていた。シリア地方はレバノンスギをはじめ重要物資の供給地であったほか、エジプトに到る通商路が通っていたため、たびたび大国の争奪戦が繰り広げられている土地であった。アッシリアがシリア近辺まで領土を拡大すると、それまで相互に争っていたシリア地方の諸国は同盟を結んでこれに対抗した。
アッシリア側の史料には「ハッティ（シリア）と海岸の12人の王」としてその同盟参加者が記録されている。参加者は以下の通り。
1. ダマスカス王ハダドエゼル（英語版）が率いる戦車1,200両、騎兵1,200騎、歩兵20,000人。
2. ハマテ王イルフレニ（英語版）が率いる戦車700両、騎兵700騎、歩兵10,000人。
3. イスラエル王アハブが送った戦車2,000両、歩兵10,000人。
4. キリキアのクウェ軍、歩兵500人。
5. ムスリ[1]軍、歩兵1,000人。
6. アルキ軍、戦車10両、歩兵10,000人。
7. アルワド王マタンバールが送った歩兵200人。
8. ウサナタ軍、歩兵200人
9. シアヌ王アドニバールが送った戦車30両、歩兵数千人。
10. アラブ王ギンディブ（英語版）が送った駱駝騎兵1,000騎。
11. ベトルホブ[2]王バアシャーが送った戦車30両、歩兵数百人。

## 戦闘と結果
紀元前853年に西方遠征を開始したシャルマネセル3世はアレッポを経由してカルカルを略奪し、オロンテス川そばでこの同盟軍と遭遇した。アッシリア側の記録によればシャルマネセル3世は無数の戦車と14,000人の兵士を倒して勝利したと記録されている。だが、実際にはこの戦いの後にアッシリアがシリア地方を征服した形跡は無く、またこの戦いの後も繰り返しシリア地方への遠征を行っている事から、この戦いでアッシリアが勝利を得たとは考えられていない。
この戦いの結果、アッシリアの西方への領土拡大は停止した。そして当座の脅威から逃れたシリア諸国の同盟は崩れ、紀元前853年以降にはダマスカスとイスラエルの間で争いが生じ、その戦いでイスラエル王アハブが戦死することとなる。（参考：旧約聖書における編纂文書資料では、列王記上第20章と22章および歴代誌下第18章で、独自の内情経緯感覚に基づく記録がなされている。）